# Natri nitride
Natri nitride là một hợp chất vô cơ với công thức hóa học Na3N. Trái với lithi nitride và các muối nitride khác, natri nitride là một muối nitride kim loại kiềm rất không bền. Nó được tạo thành bằng cách kết hợp các chùm nguyên tử natri và nitơ tạo thành hợp chất đọng lại trên nền xa-phia nhiệt độ thấp. Nó phân hủy thành các nguyên tố cấu thành:
2Na3N → 6Na + N2↑

## Điều chế
Natri nitride có thể được tổng hợp theo hai cách khác nhau: bằng sự phân hủy nhiệt của NaNH2 hoặc bằng phản ứng trực tiếp giữa hai nguyên tố. Cách phổ biến nhất để tổng hợp thành công natri nitride đã được Dieter Fischer, Martin Jansen và Grigori Vajenine thực hiện bằng phương pháp thứ hai. Cách đầu tiên là đưa các tỷ lệ của Na và N2 trong pha khí một cách riêng biệt và cho chúng vào buồng chân không trên chất nền đã được làm lạnh, sau đó được làm nóng đến nhiệt độ phòng (298 K) để kết tinh. Phương pháp thứ hai là cho natri nguyên tố phản ứng với nitơ hoạt hóa trong plasma trên bề mặt kim loại. Quá trình tổng hợp này có thể được tạo điều kiện thuận lợi hơn nữa bằng cách đưa hợp kim Na-K lỏng vào hợp chất dư được loại bỏ và rửa sạch bằng hợp kim mới. Chất rắn sau đó được tách ra khỏi chất lỏng bằng máy ly tâm. Tuy nhiên, phương pháp của Vajenine tạo ra natri nitride rất nhạy cảm với không khí, nó có thể phân hủy và bốc cháy nhanh chóng, trừ khi tiếp xúc với môi trường oxy tinh khiết (O2).

## Tính chất
Natri nitride có thể có màu nâu đỏ hoặc xanh dương đậm tùy thuộc vào quá trình tổng hợp chất. Nó không có dấu hiệu phân hủy sau vài tuần khi ở nhiệt độ phòng. Hợp chất không có điểm nóng chảy vì nó phân hủy trở lại thành các dạng nguyên tố như đã được chứng minh bằng phương pháp khối phổ xung quanh 360 K. Entanpi ước tính của sự hình thành hợp chất là +64 kJ/mol.

## Cấu trúc
Natri nitride có khoảng 90% là liên kết ion ở nhiệt độ phòng Nó có cấu trúc ReO3 với mạng tinh thể đơn giản được tạo thành từ khối bát diện NNa6. Hợp chất có độ dài liên kết N–Na là 236,6 pm. Cấu trúc này đã được xác nhận qua tinh thể học tia X và gần đây là nhiễu xạ neutron trên bột và tinh thể đơn.